# 1,12-ベンゾペリレン
1,12-ベンゾペリレン（1,12-benzoperylene）またはベンゾ[ghi]ペリレン（benzo[ghi]perylene）は、化学式がC22H12で表される多環芳香族炭化水素である。紫外線で蛍光する。
北海道で産出する蛍光性のオパールに1,12-ベンゾペリレンが含まれていることが判明し、日本産新鉱物の「北海道石」として2022年に記載された。